# Dicranota (Rhaphidolabis) spina
Dicranota (Rhaphidolabis) spina is een tweevleugelige uit de familie Pediciidae. De soort komt voor in het Palearctisch gebied.